# Thomas Wenski
Thomas Gerard Wenski, (ur. 18 października 1950 w West Palm Beach, Floryda) – amerykański duchowny katolicki pochodzenia polskiego, arcybiskup metropolita Miami od 2010.

## Życiorys
Święcenia kapłańskie przyjął 15 maja 1976. Inkardynowany do archidiecezji Miami, przez osiem lat pracował duszpastersko w miejskich parafiach, a następnie (od 1984) był duszpasterzem Haitańczyków oraz (od 1996) dyrektorem diecezjalnego urzędu do spraw społecznych i charytatywnych.
24 czerwca 1997 został mianowany przez papieża Jana Pawła II biskupem pomocniczym Miami, otrzymując diecezję tytularną Kearney. Sakrę biskupią przyjął 3 września 1997 z rąk arcybiskupa Johna Favalory, a współkonsekratorami byli arcybiskup Edward Anthony McCarthy oraz biskup Agustín Alejo (Aleido) Román Rodríguez.
1 lipca 2003 został mianowany biskupem koadiutorem diecezji Orlando. Gdy 13 listopada 2004 dotychczasowy biskup diecezjalny Norbert Dorsey przeszedł na emeryturę, biskup Wenski, zgodnie z przepisami prawa kanonicznego, zajął jego miejsce.
20 kwietnia 2010 został mianowany przez papieża Benedykta XVI arcybiskupem Miami. Ingres odbył się 1 czerwca 2010.
2 lutego 2012 celebrował, jako jeden z pierwszych arcybiskupów metropolitów amerykańskich po reformie liturgicznej z lat sześćdziesiątych XX wieku, pontyfikalną mszę św. w Nadzwyczajnej Formie Rytu Rzymskiego